# Nottwil
Nottwil (gsw. Nottu) – miejscowość i gmina w środkowej Szwajcarii, w kantonie Lucerna, w okręgu Sursee. Leży nad jeziorem Sempachersee.

## Demografia
W Nottwil mieszka 4 089 osób. W 2021 roku 12,6% populacji gminy stanowiły osoby urodzone poza Szwajcarią. 

## Współpraca
Miejscowość partnerska:
- Schwaigern, Niemcy

## Transport
Przez teren gminy przebiega droga główna nr 2. 